# Hildegarda
|  | Per a altres significats, vegeu «Hildegarda de Bingen». |

Hildegarda - Hildegarde (alemany) - (758 a Rin del Nord-Westfàlia - † 30 d'abril del 783 a Thionville, departament de la Mosel·la, Lorena) fou una aristòcrata alemanya d'una gran família bavaresa, que es va casar amb Carlemany el 771, i fou la mare del seu successor, Lluís el Pietós.
Era filla del comte Gerold I de Vintzgau, de la família bavaresa dels agilúlfides, i d'Emma d'Alamània. El seu germà Gerold va destacar a la guerra i va esdevenir prefecte de Baviera.
Als 13 anys, el 771, es va casar amb Carlemany, de qui fou la segona esposa després de repudiar uns mesos abans Desiderata de Llombardia, la filla del darrer rei llombard Desideri d'Ístria. Amb l'emperador va tenir nou fills, un dels quals fou Lluís el Pietós. Va acompanyar al seu espòs en les seves campanyes. Durant l'expedició d'Itàlia (773-774) va estar present al setge de Pavia, on va donar a llum Adelaida, que va morir en el camí de retorn al sud de França. A Roma va oferir al papa Adrià I el cobriment per l'altar de la basílica de Sant Pere. Igualment en la campanya a la península Ibèrica el 778, va donar a llum dos bessons, Lluís i Lotari a Chasseneuil, prop de Poitiers.
Hildegarda va tenir bones relacions amb la futura santa Lioba, a qui va conèixer a la cort. Va fer moltes donacions a les esglésies i en particular a les abadies de Reichenau i de Kempten. Va oferir a aquesta darrera el 774 els cossos de sant Gordià i d'Epimac.
Va morir amb 26 anys després de donar a llum al seu darrer fill; fou enterrada a l'església abacial de Saint-Arnould de Metz, que va esdevenir la necròpolis de la família de Carlemany. Aquest es va casar al cap de cinc mesos de la seva mort amb Fastrada de Francònia.

## Genealogia
```
┌─ 
Hado o Agilulf
 (?-?). Filiació incerta (cf Pierre Riché).
┌─ 
Gerold I de Vintzgau
 (vers 
725
-† vers 
786
), comte de 
Vintzgau

│ └─ Gerniu de Suàbia (?-?).
│

Hildegarda de Vintzgau

│
│ ┌─ X
└─ 
Emma d'Alamània
 (?-?). Filla de Nebi.
└─ X
```

```
Hildegarde

esposa el 
771
 de Carlemany 
│
├─1 
Carles el Jove
 (vers 
772
/
773
 - † 4 de desembre del 
811
)
├─2 Adelaida (vers 773/774 - †774)
├─3 Rotruda (vers 
775
 - † 6 de juny del 
810
).
├─4 
Pipí d'Itàlia
 (
777
 - † 8 de juliol del 
810
), rei d'Itàlia (
781
-
810
), dinastia dels 
herbertians
.
├─5 
Lluís el Pietós
 (
778
 - † 20 de juny del 
840
), rei d'Aquitània, després emperador.
├─6 Lotari (778 - †779/780), germà bessó de 
Lluís el Pietós

├─7 Berta (vers 
779
 - † 
824
 o després).
├─8 Gisela (
781
 - † aprox. 
800
 potser després del 
814
)
└─9 Hildegarda (†
783
), segons el monjo 
Pau Diaca
 només va viure 40 dies.
```